# Plebejus hispana
Plebejus hispana är en fjärilsart som beskrevs av Lang. Plebejus hispana ingår i släktet Plebejus och familjen juvelvingar. Inga underarter finns listade i Catalogue of Life.